# Avesso
L'avesso est un cépage blanc du Nord-Ouest du Portugal, région du Vinho verde, qui est recommandé pour l'élaboration d'un vin blanc de qualité. Longtemps cultivé en hautain, il est aujourd'hui conduit sur cruzeta.